# بول رونان
بول رونان (بالإنجليزية: Paul Ronan)‏ هو ممثل أيرلندي، ولد في 21 مارس 1965 بمانشستر في المملكة المتحدة.

## وصلات خارجية
- بول رونان على موقع IMDb (الإنجليزية)
- بول رونان على موقع قاعدة بيانات الأفلام العربية
- بول رونان على موقع ألو سيني (الفرنسية)
- بول رونان على موقع أول موفي (الإنجليزية)
- بول رونان على موقع قاعدة بيانات الأفلام السويدية (السويدية)
- بول رونان على موقع قاعدة بيانات الفيلم (الإنجليزية)
- بول رونان على موقع كينوبويسك (الروسية)